# Dominique Vincent
 (janvier 2023).
Dominique Vincent (née en 1951) est une actrice française.

## Filmographie

### Actrice

#### Télévision

##### Séries télévisées
- 1962 : L'inspecteur Leclerc enquête, épisode "Face à face" de Marcel Bluwal : Mme Verdier
- 1970 : Les Cinq Dernières Minutes, épisode Les Mailles du filet de Claude Loursais : Nicole
- 1971 : Les Cinq Dernières Minutes, épisode Les Yeux de la tête de Claude Loursais : Jacqueline Villeneuve
- 1971 : Tang d'André Michel : Maud

##### Téléfilms
- 1961 : Le Procès de Sainte-Thérèse de l'enfant Jésus : La sœur hebdomadière
- 1965 : Cinna : Fulvie
- 1965 : Le Roi Lear : Goneril
- 1965 : Morgane ou Le prétendant : La duchesse Morgane
- 1966 : Derrière l'horizon : Judith Atkins
- 1966 : La Prise de pouvoir par Louis XIV : Madame Du Plessis
- 1967 : Docteur Gundel
- 1967 : L'Invention de Morel : Jane
- 1967 : La Marseillaise de Rude
- 1968 : Don Juan revient de guerre : L'artisane #1
- 1968 : Le Crime de Lord Arthur Saville : Lady Windermere
- 1970 : Un âge d'or : Françoise Couvret
- 1971 : Les Bottes de sept lieues : Mme Frioulat
- 1972 : La Sainte Farce : Libellule
- 1974 : De vagues herbes jaunes : Sarah
- 1974 : Le Pain des rêves : Mado Lhotellier
- 1975 : Tous les jours de la vie : Une malade
- 1977 : La Lettre écarlate réalisée par Marcel Cravenne : Hester Prynne